# Lakeway
Lakeway – miasto w Stanach Zjednoczonych, w stanie Teksas, w hrabstwie Travis.

## Demografia
Według przeprowadzonego przez United States Census Bureau spisu powszechnego w 2010 miasto liczyło 11 391 mieszkańców, co oznacza wzrost o 42,4% w porównaniu do roku 2000. Natomiast skład etniczny w mieście wyglądał następująco: Biali 92,4%, Afroamerykanie 1,0%, Azjaci 3,2%, pozostali 3,4%. Kobiety stanowiły 51,5% populacji.